# خنجوک
خنجوک یا سونو روستایی در دهستان قائن بخش مرکزی شهرستان قائنات استان خراسان جنوبی ایران است. بر پایه سرشماری عمومی نفوس و مسکن در سال ۱۳۹۰ جمعیت این روستا ۲۳۵ نفر (در ۷۸ خانوار) بوده‌است.